# Landschaftsschutzgebiet Offenlandkomplex Rixen / Scharfenberg

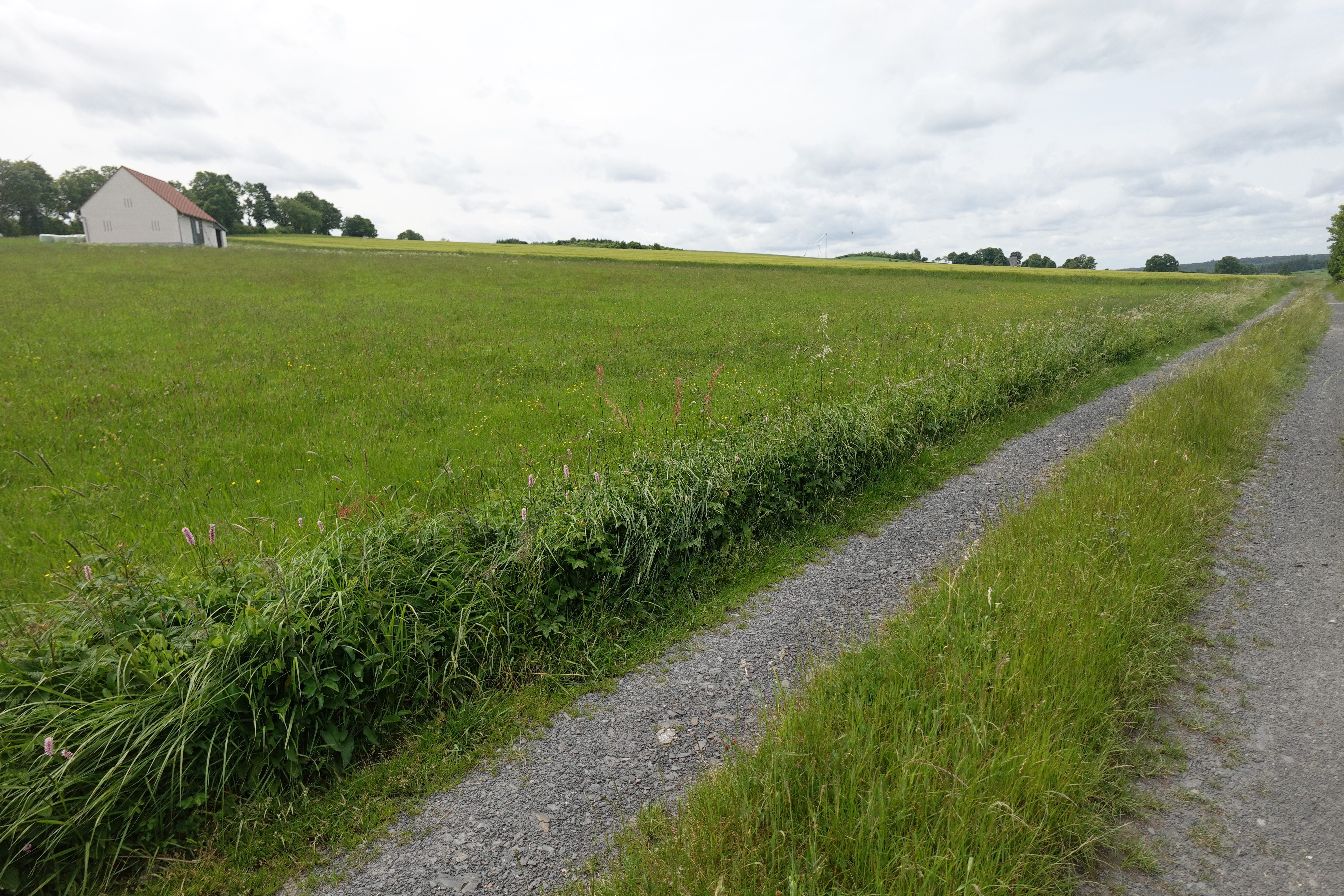
Landschaftsschutzgebiet Offenlandkomplex Rixen/Scharfenberg südlich vom Naturschutzgebiet Brüche

Das Landschaftsschutzgebiet Offenlandkomplex Rixen / Scharfenberg mit 252,78 ha Größe liegt um die Dörfer Rixen und Scharfenberg im Stadtgebiet Brilon. Das Gebiet in Nordrhein-Westfalen wurde 2008 mit dem Landschaftsplan Briloner Hochfläche durch den Hochsauerlandkreis als Landschaftsschutzgebiet (LSG) ausgewiesen. 

## Beschreibung
Das LSG liegt um die Dorfrandlagen von Scharfenberg und Rixen, sofern keine andere Schutzausweisung auf den Flächen liegt.
Das LSG Offenlandkomplex Rixen / Scharfenberg wurde als LSG Typ B, Ortsrandlagen und Landschaftscharakter, ausgewiesen. Es ist unter anderem das Errichten von Bauten verboten. Auch Erstaufforstungen sowie die Neuanlage von Weihnachtsbaumkulturen, Schmuckreisig- und Baumschulkulturen sind verboten.

## Gebote
Laut Ausweisung sind verschiedene Gebote festgesetzt worden. Das LSG ist durch landwirtschaftliche Nutzung und Pflegemaßnahmen von Bewaldung freizuhalten. Brachflächen sind abschnittsweise im Turnus von drei Jahren zu mähen, um eine Verbuschung zu verhindern. Dabei darf nicht vor dem 1. August gemäht werden, um Bruten nicht zu vernichten. Bei der Mahd ist das Mähgut abzutransportieren. Auf Obstweiden sind, falls notwendig, Obstbäume nachzupflanzen. Abgestorbene Obstbäume sind als Habitatbäume zu belassen. Die Hecken sind alle 10 bis 15 Jahre „auf den Stock“ zu setzen, wobei Einzelbäume zu belassen sind. Die Heckenarbeiten dürfen nur vom 1. Oktober bis 28. Februar durchgeführt werden.